# Čara
Čara je naselje na otoku Korčuli (Hrvaška), ki upravno spada pod mesto Korčula; le-ta pa spada pod Dubrovniško-neretvansko županijo.

## Geografija
Čara leži v osrednjem delu notranjosti otoka ob cesti, ki poteka od Korčule do Vele Luke. V Čari je odcep lokalne ceste do turistično razvitega naselja Zavlatica na južni obali otoka.

## Gospodarstvo
Prebivalci Čare se ukvarjajo s poledeljstvom, gojenjem oljk in vinogradništvom. Tu se prideljuje vrhunsko belo vino »Pošip«.

## Zgodovina
V starih listinah se Čara prvič omenja v 14. stoletju in sodi med najstarejša naselja na otoku. Cerkev Marije v Polju je bila postavljena v prvi polovici 14. stoletja. Znamenitost cerkve je oltar s sedmimi gotskimi kipi narejenimi v 14. ali 15. stoletju v Angliji. Druga cerkev v vasi, Župnijska cerkev sv.Petra, je bila postavljena v 15. stoletju in gradbeno preurejena v 18. stoletju.

## Demografija
| Pregled števila prebivalcev po letih | Pregled števila prebivalcev po letih | Pregled števila prebivalcev po letih | Pregled števila prebivalcev po letih | Pregled števila prebivalcev po letih | Pregled števila prebivalcev po letih | Pregled števila prebivalcev po letih | Pregled števila prebivalcev po letih | Pregled števila prebivalcev po letih | Pregled števila prebivalcev po letih | Pregled števila prebivalcev po letih | Pregled števila prebivalcev po letih | Pregled števila prebivalcev po letih | Pregled števila prebivalcev po letih | Pregled števila prebivalcev po letih |
| ------------------------------------ | ------------------------------------ | ------------------------------------ | ------------------------------------ | ------------------------------------ | ------------------------------------ | ------------------------------------ | ------------------------------------ | ------------------------------------ | ------------------------------------ | ------------------------------------ | ------------------------------------ | ------------------------------------ | ------------------------------------ | ------------------------------------ |
| 1857                                 | 1869                                 | 1880                                 | 1890                                 | 1900                                 | 1910                                 | 1921                                 | 1931                                 | 1948                                 | 1953                                 | 1961                                 | 1971                                 | 1981                                 | 1991                                 | 2001                                 |
| 349                                  | 380                                  | 398                                  | 499                                  | 602                                  | 668                                  | 721                                  | 675                                  | 706                                  | 744                                  | 636                                  | 661                                  | 669                                  | 797                                  | 566                                  |